# Яагараху-Ярв
Яагараху-Ярв (ест. Jaagarahu järv, інші назви ест. Jaagarahu karjäär) — озеро в Естонії, що розташоване на острові Сааремаа, у волості Кіхельконна.